# Cantone di Beynat
Il Cantone di Beynat era una divisione amministrativa dell'arrondissement di Brive-la-Gaillarde.
A seguito della riforma approvata con decreto del 24 febbraio 2014, che ha avuto attuazione dopo le elezioni dipartimentali del 2015, è stato soppresso.

## Composizione
Comprendeva i comuni di:
- Albignac
- Aubazines
- Beynat
- Lanteuil
- Palazinges
- Le Pescher
- Sérilhac